# Patton Bridge
Patton Bridge is een plaats in het Engelse graafschap Cumbria. Patton Bridge komt in het Domesday Book (1086) voor als Patun.